# Виска
Ви́ска — проміжна залізнична станція 4-го класу Шевченківської дирекції Одеської залізниці.
Розташована в місті Мала Виска Новоукраїнського району Кіровоградської області.

## Історія
Будівництво залізниці  на південь від станції Бобринська тривало з 1910 по 1915 роки. Ще у 1912 році в Малій Висці було збудовано шляхопровід над залізницею, а сама станція відкрита у 1915 році.
Під час Другої світової війни вокзал станції був зруйнований; у повоєнний період його відбудували.

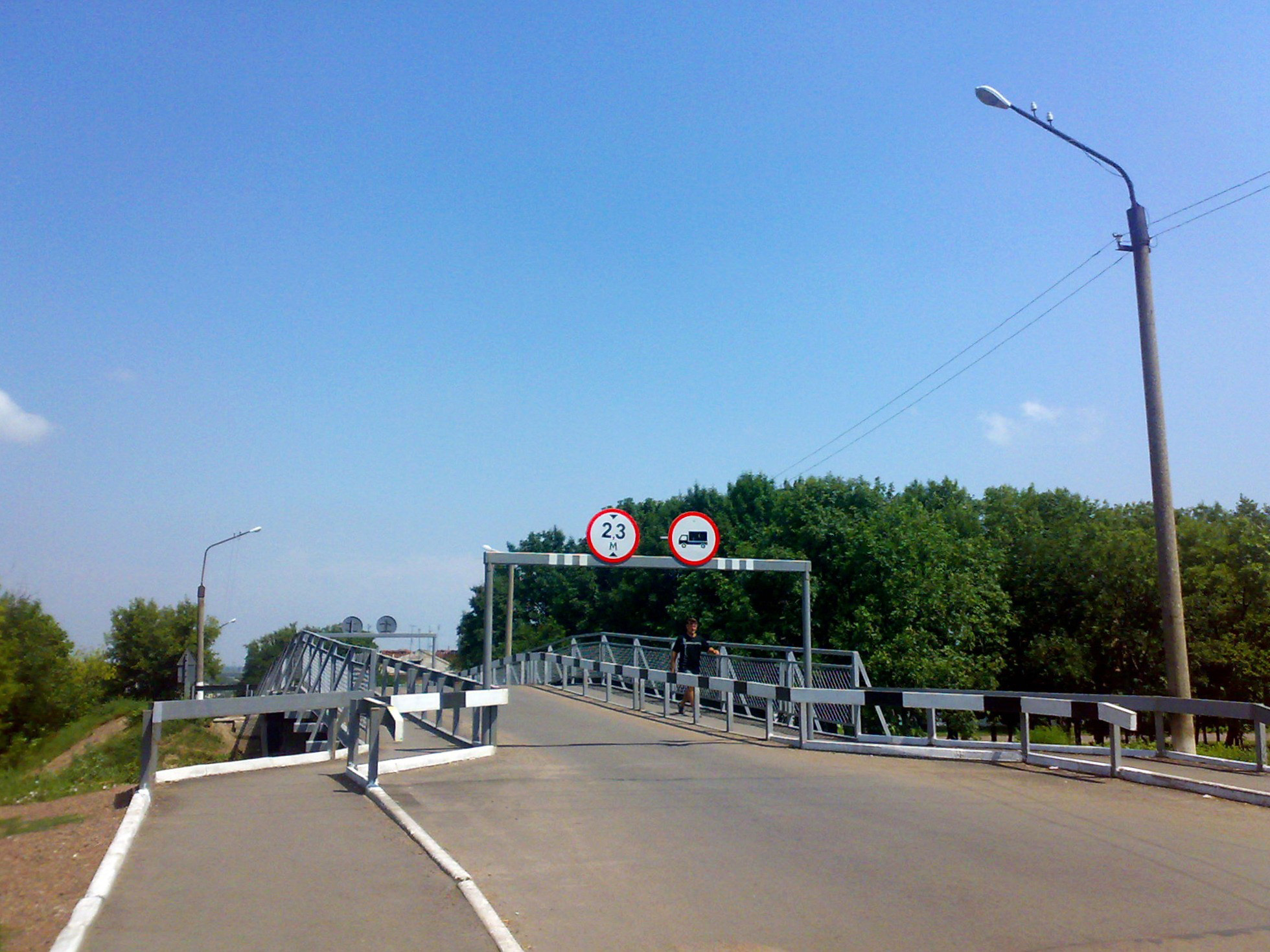
Шляхопровід над залізничною лінією в Малій Висці

Внаслідок деформації конструкцій шляхопроводу, що виникла внаслідок його тривалої експлуатації, тривалий час він перебував у аварійному стані і з 2007 року не використовувався. 27 жовтня 2010 року відбулось урочисте відкриття реконструйованого шляхопроводу, що дало змогу мешканцям східної частини Малої Виски безперешкодно діставатись до об'єктів інфраструктури, розміщених у центрі міста.

## Пасажирське сполучення
На станції зупиняються: нічний швидкий поїзд далекого сполучення Київ — Одеса, а також поїзди приміського сполучення Імені Тараса Шевченка — Виска та Імені Тараса Шевченка — Помічна.
Раніше через станцію курсували поїзди міжнародного сполучення:
- Одеса — Москва;
- Кишинів — Москва (без зупинки).